# Gérard Boucaron
Gérard Boucaron est un acteur et metteur en scène français, né le 7 mars 1945.
Également actif dans le doublage, il est connu pour être une des voix françaises régulières de Bob Hoskins.

## Théâtre
- 1966 : Chant public devant deux chaises électriques d'Armand Gatti, mise en scène de l'auteur, TNP Théâtre de Chaillot
- 1966 : Dieu, empereur et paysan de Julius Hay, mise en scène Georges Wilson, TNP Festival d'Avignon
- 1967 : Dieu, empereur et paysan de Julius Hay, mise en scène Georges Wilson, TNP Théâtre de Chaillot
- 1967 : Le Roi Lear de William Shakespeare, mise en scène Georges Wilson, TNP Théâtre de Chaillot
- 1967 : Le Revizor de Nicolas Gogol, mise en scène Edmond Tamiz, Comédie de Saint-Étienne Théâtre de l'Est parisien
- 1968 : Rabelais de Jean-Louis Barrault, mise en scène de l'auteur, Élysée Montmartre

- 1975 : Jésus II de Joseph Delteil, mise en scène Jacques Échantillon, Les Tréteaux du Midi[1]
- 1976 : La Chasse présidentielle de Guillaume Kergourlay, mise en scène Jacques Échantillon, Les Tréteaux du Midi
- 1977 : Le Songe d'une nuit d'été de William Shakespeare, mise en scène Petrika Ionesco, Théâtre Nanterre-Amandiers
- 1978 : Notre-Dame de Paris d'après Victor Hugo, mise en scène Robert Hossein, Palais des sports de Paris

- 1982 : Le prisonnier Vaniek est vivant de Claude Confortès, mise en scène de l'auteur, Festival d'Avignon

- 1991 : Le Misanthrope ou l'Atrabilaire amoureux de Molière, mise en scène Jean-Pierre Andréani, Théâtre Mouffetard
- 1992 : La Famille écarlate de Jean-Loup Dabadie, mise en scène Jacques Échantillon, Théâtre Boulogne-Billancourt
- 1994 : Une chaîne anglaise d'Eugène Labiche, mise en scène Michel Dury

- 2006 : Ben-Hur de Robert Hossein et Alain Decaux, mise en scène Robert Hossein, Stade de France
- 2009 : L'Affaire Dominici de Marc Fayet, mise en scène Robert Hossein, Théâtre de Paris

- 2010 : L'Affaire Seznec d'Olga Vincent et Éric Rognard, mise en scène Robert Hossein, Théâtre de Paris

## Filmographie

### Cinéma
- 1969 : Mon oncle Benjamin d'Édouard Molinaro : M. Fata
- 1971 : Le Retour de Sabata de Gianfranco Parolini : Higgins
- 1971 : Au nom du père de Marco Bellocchio : Bocciofili
- 1973 : La Grande Bouffe de Marco Ferreri : le chauffeur
- 1974 : Les Valseuses de Bertrand Blier : Carnot
- 1975 : La Fille du garde-barrière de Jérôme Savary : l'eunuque
- 1976 : Un génie, deux associés, une cloche de Damiano Damiani : l'idiot du village
- 1976 : L'Aile ou la Cuisse de Claude Zidi : Ficelle
- 1978 : Dora et la lanterne magique de Pascal Kané : l'ogre
- 1978 : Guerres civiles en France de François Barat, Joël Farges et Vincent Nordon : le croque-mort
- 1979 : La Bande du Rex de Jean-Henri Meunier : le directeur du cinéma
- 1980 : Charlie Bravo de Claude Bernard-Aubert : Magnan
- 1980 : Haine de Dominique Goult : Bingo
- 1981 : Tais-toi quand tu parles de Philippe Clair
- 1981 : La Revanche de Pierre Lary : Marcel
- 1982 : Tout le monde peut se tromper de Jean Couturier : le médecin
- 1984 : Les Voleurs de la nuit de Samuel Fuller : le voisin
- 1984 : Ronde de nuit de Jean-Claude Missiaen
- 1986 : Corps et biens de Benoît Jacquot
- 1989 : Natalia de Bernard Cohn : Jamain
- 1995 : Le Roi de Paris de Dominique Maillet : le régisseur de la grande comédie
- 1998 : Le Petit Frère d'Huguette de Jacques Mitsch
- 2000 : Le roi danse de Gérard Corbiau : un homme du clergé
- 2018 : Christ(off) de Pierre Dudan : le Père Noël

### Télévision
- 1967 : Au théâtre ce soir : Les J 3 de Roger Ferdinand, mise en scène Robert Manuel, réalisation Pierre Sabbagh, Théâtre Marigny
- 1971 : Les Nouvelles Aventures de Vidocq, épisode Les Chauffeurs du Nord de Marcel Bluwal
- 1973 : Lucien Leuwen, téléfilm de Claude Autant-Lara
- 1977 : Un juge, un flic de Denys de La Patellière, première saison (1977), épisode : Flambant neuf
- 1982 : Médecins de nuit de Stéphane Bertin, épisode : Jo Formose (série télévisée)
- 1983 : Messieurs les jurés L'Affaire Sivry d'André Michel Nevile Sivry, l'accusé
- 1985 : Les Cinq Dernières Minutes (saison 2, épisode 14 : Tilt) de Jean-Pierre Desagnat
- 1988 : Le Funiculaire des anges
- 2005 : Le calendrier de l'Avent - 25 histoires merveilleuses à découvrir chaque jour racontées par le Père Noel ! : Le père Noël
- 2016 : Plus belle la vie prime Si Noël m'était conté : Klaus
- 2018 : Joséphine, ange gardien (saison 19, épisode 3 Un Noël recomposé) : le vrai Père Noël
- 2021 : Les Mystères de l'amour (saison 27, épisodes 20 et 21 Un Père Noël de trop - Partie 1 et 2) : Léon, Père Noël
- 2023 : Les Mystères de l'amour (saison 33, épisodes 19 et 20 Le Noël de l'amour - Partie 1 et 2) : le Père Noël

### Court-métrage
- 2013 : Nemesis de Stéphane Hénon : Luther
- 2018 : Je suis a plein temps de Julien Le Tyrant : Le père Noël

## Doublage

### Cinéma

#### Films
- Ian McNeice dans (4 films) :
  - Ace Ventura en Afrique (1995) : Fulton Greenwall
  - L'Anglais qui gravit une colline mais descendit une montagne (1995) : George Garrad
  - Une vie moins ordinaire (1997) : Mayhew
  - Bridget Jones : L'Âge de raison (2004) : le maître du quiz

- Bob Hoskins dans (4 films) :
  - Beyond the Sea (2004) : Charlie Cassotto Maffia
  - Danny the Dog (2005) : Bart
  - Hollywoodland (2006) : Eddie Mannix
  - Outlaw (2007) : Walter Lewis

- Mike Monty dans :
  - Strike Commando : Section d'assaut (1987) : Major Harriman 
  - Zombi 3 (1988) : Général Morton

- 1978 : QHS : Nunn (Richard Bright) et le capitaine Blake (Lane Smith)
- 1983[n 1] : Le Marin des mers de Chine : Fei (Sammo Hung)
- 1985[n 1] : Une bringue d'enfer : Dorman (Chuck Bush)
- 1986 : Mafia Salad : Harry Valentini (Danny DeVito)
- 1986 : Magic Crystal : Snooker (Wong Jing)
- 1987 : Histoire de fantômes chinois : taoïste Yen Che-hsia (Wu Ma)
- 1988[n 2] : Halloween 4 : M. Richard Carruthers (Jeff Oslen)
- 1989 : Halloween 5 : le shérif-adjoint Charlie Bloch (Troy Evans)
- 1991[n 3] : Dragon Ball : La Légende des 7 Boules de Cristal[2] : L'homme Tortue (Chung-Yu Huang)
- 1994 : Léon : Fatman (Frank Senger)
- 1995 : Crossing Guard : Joe (Joe Viterelli)
- 1996 : Lone Star : Hollis Pogue (Clifton James)
- 1996 : Sleepers : Fat Mancho (Frank Medrano)
- 1996 : La Peau sur les os : Biff Quigney (Peter Maloney)
- 1998 : The Big Lebowski : Da Fino (Jon Polito)
- 2000 : O'Brother : le gérant de la station radio aveugle (Stephen Root)
- 2001 : Chevalier : Simon (Steven O'Donnell)
- 2002 : Un seul deviendra invincible : Mendy Ripstein (Peter Falk)
- 2003 : Le Dernier Samouraï : Simon Graham (Timothy Spall)
- 2003 : Un duplex pour trois : le narrateur (Danny DeVito) (voix)
- 2005 : Trois enterrements : le vendeur (Rodger Boyce (en))
- 2009 : Dossier K. : le père de Naomi (Peter Gorissen)
- 2009 : La Nuit au musée 2 : Albert Einstein (Eugene Levy) (voix)
- 2010 : La Tempête : Gonzalo (Tom Conti)
- 2011 : Blackthorn : Butch Cassidy alias James Blackthorn (Sam Shepard)
- 2011 : Habemus papam : cardinal Pescardona (Camillo Milli)
- 2012 : Quartet : George (Trevor Peacock (en))
- 2013 : Mindscape : Sebastian (Brian Cox)
- 2013 : Il était temps : un avocat au théâtre (Richard Griffiths)

#### Films d'animation
- 1985[n 4] : L'Épée de Kamui : un viel homme (1er doublage)
- 1986[n 5] : Il était une fois... Windaria : le conseiller de Guinebia
- 1987[n 6] : Rob Roy[3] : Bruce MacDonald et Duc D'argil
- 1995 : Tillie et le Petit Dragon : Wilner, l'adjoint du maire
- 1997 : On a Volé les Rennes du Père Noël[4] : le père Noël
- 2009 : Le Drôle de Noël de Scrooge : M. Fezziwig / Old Joe[n 7]
- 2014 : L'Île de Giovanni : Genzô Senzô
- 2017 : La Passion van Gogh : le facteur Joseph Roulin

### Télévision

#### Téléfilms
- 2000 : Le Plus Beau Cadeau de Noël : le Père Noël (John B. Lowe)
- 2013 : Noël au bout des doigts : le Père Noël (Donovan Scott)

#### Séries télévisées
- 2022 : Mystery Road : Les origines : ? ( ? )

#### Séries d'animation
- 1975-1976[n 8] : Les Chevaliers du Temps : Mongo et le président
- 1990[n 9] : Chronique de la Guerre de Lodoss : Ghim et le roi Fawn
- 1992 : Christophe Colomb[5] : divers personnages
- 1995-1996[n 10] : Neon Genesis Evangelion : Keel Lorentz (1er doublage)
- 1997 : Barbe Rouge : Panoplie
- 1998[n 3] : Mythologies : Antiphos, Centaure, Ménélas, Dionysos, Picus âgé et l'empereur
- 1998-2002 : Thomas et ses amis : le narrateur (1re voix)
- 2000 : Les Aventures de Miss Grisette : le narrateur
- 2003-2016[n 11] : One Piece : Barbe Noire (1re voix), Bepo (1re voix), Yama et Petermann (2e doublage)
- 2007 : Devil May Cry : le papa Noël

### Jeux vidéo
- 1996 : Phantasmagoria II : Obsessions fatales : Bob
- 2000 : Diablo II : Deckard Cain et voix additionnelles
- 2016 : Final Fantasy XV : voix additionnelles
- 2024 : Final Fantasy VII Rebirth : Palmer
- 2011 : Ratchet et clank a crack in time : alister azimuth